# 瑟里塞
瑟里塞（法語：Cerisé，法語發音：[səʁize] ⓘ）是法国奥恩省的一个市镇，位于该省南部，省会阿朗松市区以东，属于阿朗松区。

## 地理
瑟里塞（48°26'27"N, 0°7'40"E）面积4.42 平方千米，位于法国诺曼底大区奧恩省，该省份为法国西北部内陆省份，北起顺时针与卡爾瓦多斯省、厄尔省、厄尔-卢瓦省、萨尔特省、马耶讷省和芒什省接壤。
与瑟里塞接壤的市镇（或旧市镇、城区）包括：瓦尔弗朗贝尔、阿朗松、舍奈。

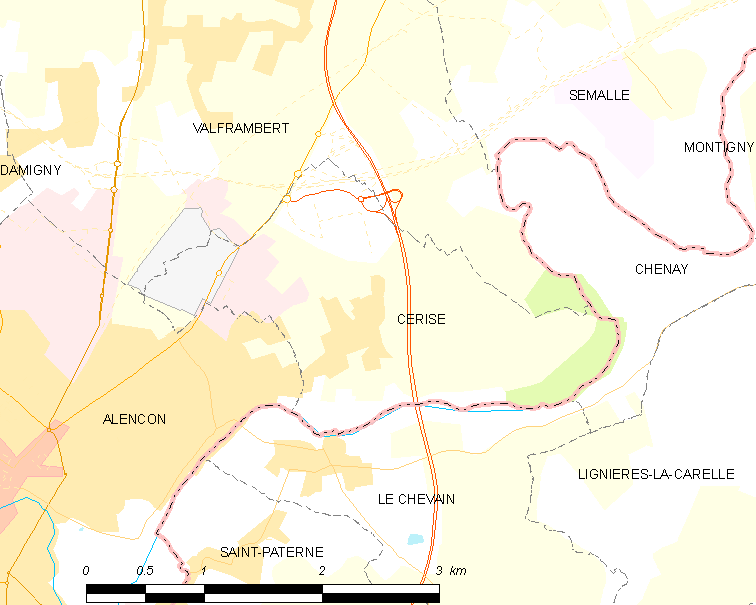
瑟里塞的OSM定位图

瑟里塞的时区为UTC+01:00、UTC+02:00（夏令时）。

## 行政
瑟里塞的邮政编码为61000，INSEE市镇编码为61077。

## 政治
瑟里塞所属的省级选区为阿朗松第一县。

## 人口

1962-2008年间瑟里塞人口变化图示

瑟里塞于2022年1月1日时的人口数量为853人。